# 海南豆蔻
海南豆蔻（学名：Amomum hainanense），一种分布于中国海南岛地区的多年生草本植物，属于姜科豆蔻属，被列为国家二级重点保护野生植物。

## 形态特征
海南豆蔻植株高30-60厘米；根状茎直径约0.5厘米，呈红色；每丛具3-4个假茎，间隔3-6厘米；每个假茎具2-7片叶，直径1.5-2.5厘米，绿色，具条纹，被微柔毛。叶舌披针形，双裂，长0.8-1.5厘米，棕色，膜质，有时弯曲，其外表面具长柔毛，先端锐尖。叶柄长6-10厘米，具条纹，绿色，具长柔毛；叶片长圆形到椭圆形，20-35×8-13厘米，绿色，正面无毛，背面密被短柔毛，基部和先端渐狭，不等边具次脉突出，不均匀。花序生于基部附近，1-4个，通常每个假茎3个，两朵花同时开放；花序梗3-5厘米，红棕色，具条纹，短柔毛；鳞片0.6-2.0×0.4-0.7厘米，最初略带红色，随年龄变为深棕色，干燥时纸质，具外表面短柔毛，先端微缺，沿边缘具缘毛；苞片卵形，1.8-2.0×1.2-1.5厘米，最初略带红色，后变成深棕色，通常早腐烂，肉质，包着一朵花，短柔毛，先端渐尖；披针形小苞片，0.8-1.3×0.3-0.5厘米，红棕色，肉质（干燥时膜状），外表面具短柔毛，先端渐尖；花梗长0.6-0.9厘米，红棕色。花萼管状，3齿，长1.8-2.2厘米，红色，膜质，外表面具短柔毛，先端锐尖。花冠约1.8厘米，宽0.5-0.6厘米，白色，基部和先端有红点；花冠筒长1.8-2.2厘米，膜质，外表面具短柔毛；侧生花冠裂片约1.6×0.5厘米，膜质，无毛，先端兜状；中央花冠裂片1.7-1.8×0.6-0.7厘米，膜质，无毛，先端兜状；唇瓣爪状，2.8-3.1×2.5-2.7厘米，与花丝合生，三裂，白色，有一条黄色的中央条纹，边缘有红点线，辐射到边缘，膜质，基部和沿中心部分有短柔毛，圆形，先端浅裂；侧生退化雄蕊狭长三角形，长0.1-0.2厘米，白色，具腺毛。花丝扁平，长0.3-0.4厘米，白色，具腺毛；花药长圆形，0.6-0.7厘米，白色，具腺毛；花药顶截形，全缘，非常短，约0.1厘米，白色，膜状短柔毛，无毛。柱头漏斗状，具腺状三裂片；花柱线形，无毛；上面腺体二个，长圆形，长0.3厘米，浅褐色，无毛；子房0.3-0.4×0.5-0.6厘米，花梗长约0.6厘米，基部具6-8条纵脊，多毛；胚珠球状，每室约10个。果序花序梗3-4×0.5厘米，最初红色，随年龄变为棕色，无毛；蒴果卵球形，先端具宿存花萼，长约2.0-2.8厘米，宽1.0-1.8厘米，具6-8条纵向脊，最初红棕色，成熟时变黑，翅宽0.1-0.2厘米，边缘直，短柔毛。种子卵形，0.3-0.4×0.2-0.3厘米，黑色，具灰白色假种皮。